# إيغور بوندريفسكي
إيغور زهاروفيتش بوندريفسكي ( 12 مايو 1913، روستوف-نا-دونو - 14 يونيو 1974، بياتيغورسك)  أستاذ كبير سوفيتي في كل من الشطرنج على الرقعة والشطرنج بالمراسلة وحكم دولـي وكاتب في الشطرنج، فاز بوندريفسكي ببطولة الاتحاد السوفيتي للشطرنج 1940 مناصفة مع أندور ليلينتال وكان مدرب بطل العالم بوريس سباسكي من 1961 حتى حصوله على لقب العالم سنة 1969.

## مسيرته
شارك إيغور بوندريفسكي في البطولة الروسية الـخامسة، غوركي عام 1935، وأحرز 4/9 نقطة وتشارك المرتبة السادسة، وكان الفائز ألكسندر تولوش. وفي العام الموالي فاز ببطولة كل الاتحاد للفئة الاولة بلنينغراد بنتيجة 11.5/14 من دون هزيمة متفوقا على الوصيف بنقطتين، هذه النتيجة أكسبته دعوة للعب في البطولة السوفيتية العام المقبل ، في موسكو 1937 كانت أول بطولة دولية له، حيث عانى وحقق المركز السابع بنتيجة 2.5/7 وكان الفائز روبن فاين غير أنه تعافى بأداء جيد في أول بطولة سوفيتية له (البطولة العاشرة تبليسي 1937) وحقق نتيجة 9.5/19 وتشارك المركز العاشر حيث كان الفائز غريغوري ليفينفش، تأهل بوندريفسكي إلى نصف نهائي البطولة السوفيتية في 1938 بنتيجة 10.5/17 وتشارك المركز الثالث؛ الفائز كان ميخائيل بوتفنيك، غير أن أداءه كام مخيب في البطولة الدولية لينيغراد-موسكو 1939 بنتيجة 5/17 والمركز 17؛ الفائز كان سالو فلور.

## مدرب بطل العالم
درب بوندريفسكي بوريس سباسكي خلال مسيرته نحو لقب العالم، من بدايات 1960 حتى انتصاره على تيجران بتروسيان في بطولة العالم 1969.
زوجته فالنتينا كوزلوفسكايا كانت لاعبة قوية كذلك.

## روابط خارجية
- إيغور بوندريفسكي على موقع مباريات الشطرنج (الإنجليزية)
- إيغور بوندريفسكي على موقع 365Chess.com (الإنجليزية)
- إيغور بوندريفسكي على موقع Chesstempo.com (الإنجليزية)
- إيغور بوندريفسكي على موقع اتحاد المراسلات الدولية للشطرنج (الإنجليزية)